# Tílos
 (août 2023).
Si vous disposez d'ouvrages ou d'articles de référence ou si vous connaissez des sites web de qualité traitant du thème abordé ici, merci de compléter l'article en donnant les références utiles à sa vérifiabilité et en les liant à la section « Notes et références ».
Tílos est une île grecque faisant partie de l'archipel du Dodécanèse dans la mer Égée.

## Géographie
Comme de nombreuses îles de la région, Tilos est une île aride et montagneuse. La population, de 780 habitants (recensement de 2011), se concentre dans les deux principaux villages de l'île : Megalo-Chorio, situé à l'intérieur des terres et siège de la mairie de l'île, et Livadia, le port où se déroule l'essentiel de l'activité touristique de l'île. D'autres hameaux existent à différents endroits de l'île.
Tilos compte de nombreuses plages, notamment :
- la baie de Livadia : dans le prolongement immédiat du port de Livadia, elle est ainsi immédiatement accessible des quelques hôtels et studios qui longent la baie et elle est bordée de plusieurs petits bars et restaurants ;
- la longue plage de sable fin d'Eristos : elle  est bordée de tamaris à l'ombre desquels il est possible de planter sa tente ; la mairie y a non seulement autorisé mais organisé le camping sauvage en installant un point d'eau ; la plage est facilement accessible par le bus municipal et une petite cantina (καντίνα) permet de s'y restaurer simplement.

## Histoire

### Les Hospitaliers
L'île est conquise par les chevaliers de l'ordre de Saint-Jean de Jérusalem en 1310 en même temps que l'île de Rhodes.

### XXesiècle
À la suite de la guerre italo-turque en 1912-1913, Tilos devient une colonie italienne de 1912 à 1947. Entre 1943 et 1947, elle est occupée par les Britanniques puis, après le traité de Paris signé le 10 février 1947, revient définitivement à la Grèce.

## Économie
Le tourisme et la pêche sont les deux principales ressources économiques de Tilos. La plaine d'Eristos, fertile, fournit l'île en fruits et légumes. De nombreux Européens y possèdent une résidence secondaire. 
L'île est sur la voie de l'autonomie énergétique grâce aux énergies renouvelables. 

### Tourisme
Il y a plus de vingt ans, sous l'impulsion du maire de l'époque, la population de Tilos a fait le choix de ne développer qu'un tourisme doux, dans le respect de la nature et des touristes. Ainsi, par exemple :  la route bordant la baie de Livadia a été transformée en chemin piéton ; il est interdit de construire des bâtiments de plus de deux étages ; les discothèques sont interdites le long de la baie de Livadia (on y trouve de petits bars à l'ambiance musicale discrète). Une discothèque a été aménagée dans le village abandonné de Micro Chorio, illuminé la nuit, accessible par une navette à partir de Livadia ; la chasse est interdite.
Les liens avec l'Italie sont très forts, avec un fort pourcentage des jeunes[Combien ?] allant travailler dans la péninsule italienne[réf. nécessaire].